# Bisogno d'amore
Bisogno d'amore è un album del cantautore italiano Danilo Amerio, pubblicato dall'etichetta discografica Fonit Cetra nel 1995.
Il brano che dà il titolo all'intero lavoro ha partecipato al Festival di Sanremo come aspirante all'ammissione nella sezione "Campioni", raggiungendo l'obiettivo e piazzandosi al 6º posto nella classifica finale.

## Tracce
1. Passa tutto
2. Bisogno d'amore
3. Conto su di me
4. Sono solo come sono
5. Il pagliaccio e il musicista
6. Il conto e un caffè
7. Danza
8. I ragazzi al mare
9. Per te
10. L'odore dell'Africa
11. Case di ringhiera

## Formazione
- Danilo Amerio - voce, cori
- Giorgio Cocilovo - chitarra acustica
- Paolo Costa - basso
- Roberto Testa - batteria
- Mario Natale - tastiera, cori
- Carlo Gargioni - pianoforte
- Naco - percussioni
- Mario Manzani - chitarra elettrica
- Antonella Pepe, Moreno Ferrara, Silvio Pozzoli - cori